# Stibadocera luteipennis
Stibadocera luteipennis är en tvåvingeart som beskrevs av Alexander 1962. Stibadocera luteipennis ingår i släktet Stibadocera och familjen mellanharkrankar. Inga underarter finns listade i Catalogue of Life.